# Miguel Arellano
Miguel Arellano Moreno (Zacatecas, 2 marzo 1941 – Cancún, 10 maggio 2021) è stato un cestista messicano.

## Carriera
Con il Messico ha disputato una edizione dei Mondiali (1967), due dei Giochi olimpici (1964 e 1968), oltre ai Giochi panamericani 1967 in cui ha conquistato l'argento.